# Les Amfis
Les Amfis és un esdeveniment polític anual en forma d'universitat d'estiu organitzat per La França Insubmisa.
Les Amfis es van crear el 2017 i tenen lloc a finals d'agost. Generalment duren quatre dies i reuneixen militants de La França Insubmisa, els seus representants electes i personalitats convidades com ara acadèmics, sindicalistes, actors del món associatiu i figures públiques d'altres moviments polítics. Cada any s'organitzen més d'un centenar de conferències. Les Amfis també són un esdeveniment cultural amb concerts, projeccions de cinema, teatre i un espai de llibres.
Les Amfis es va organitzar a Marsella el 2017 i el 2018 durant els seus dos primers anys d'existència. L'esdeveniment es va traslladar a Tolosa de Llenguadoc el 2019, i des del 2020 té lloc cada estiu a Chastelnòu d'Isèra, a prop de Valença, al departament de la Droma.

## Galeria

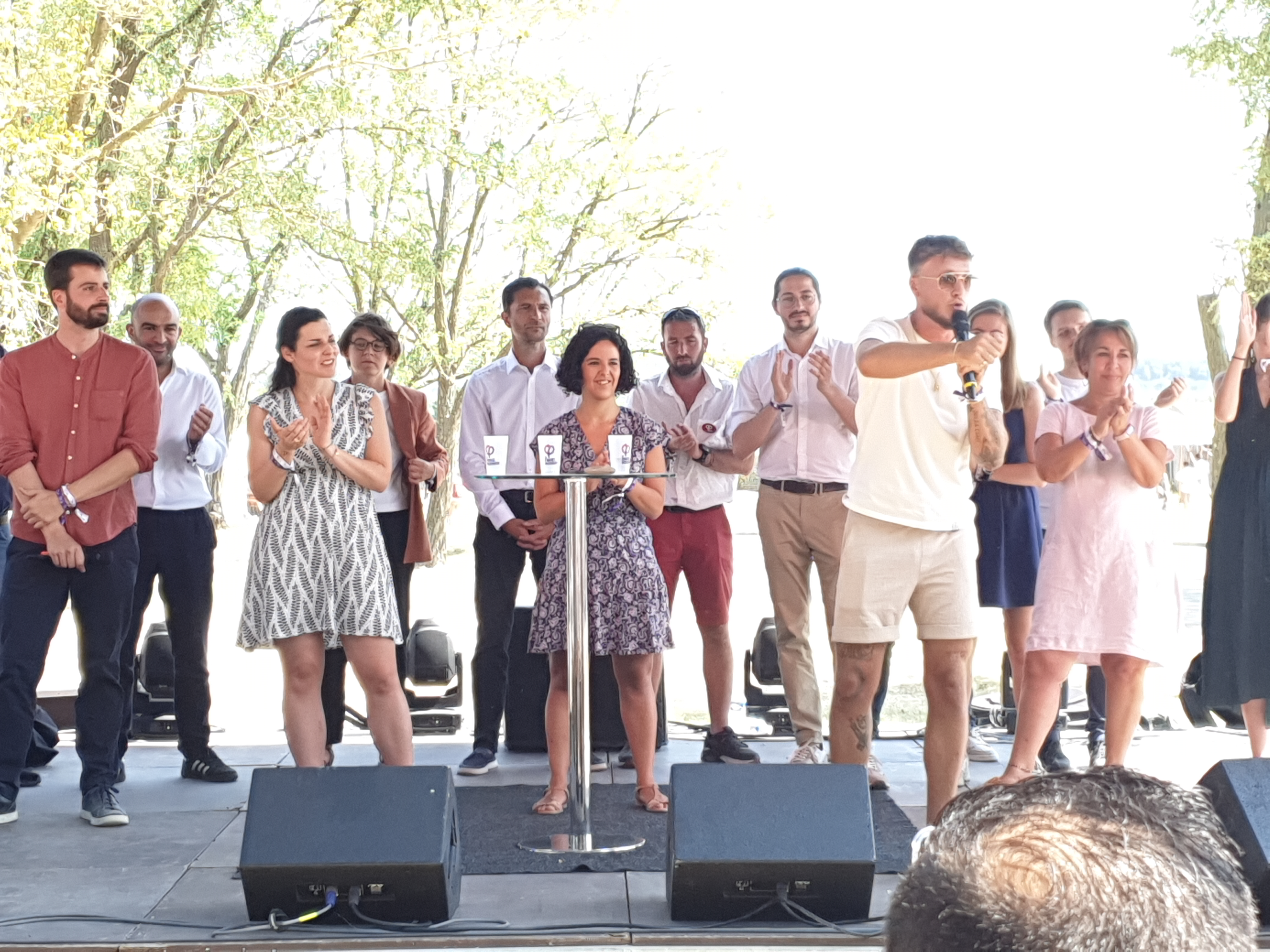
Presentació dels nous diputats de La França Insubmisa el 2024
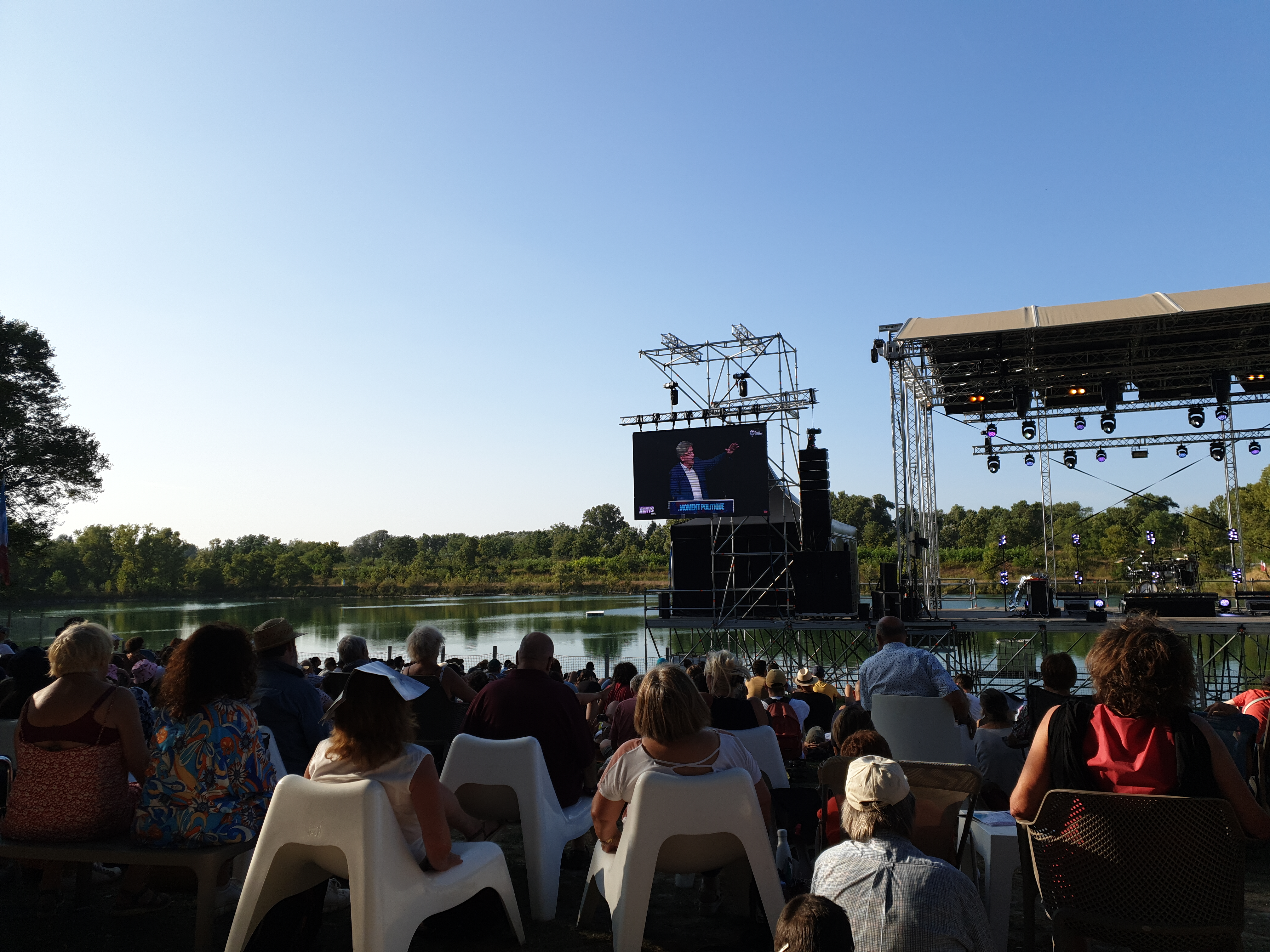
Conferència de Jean-Luc Mélenchon a l'escenari principal de l'amfiteatre Louise Michel (2024)
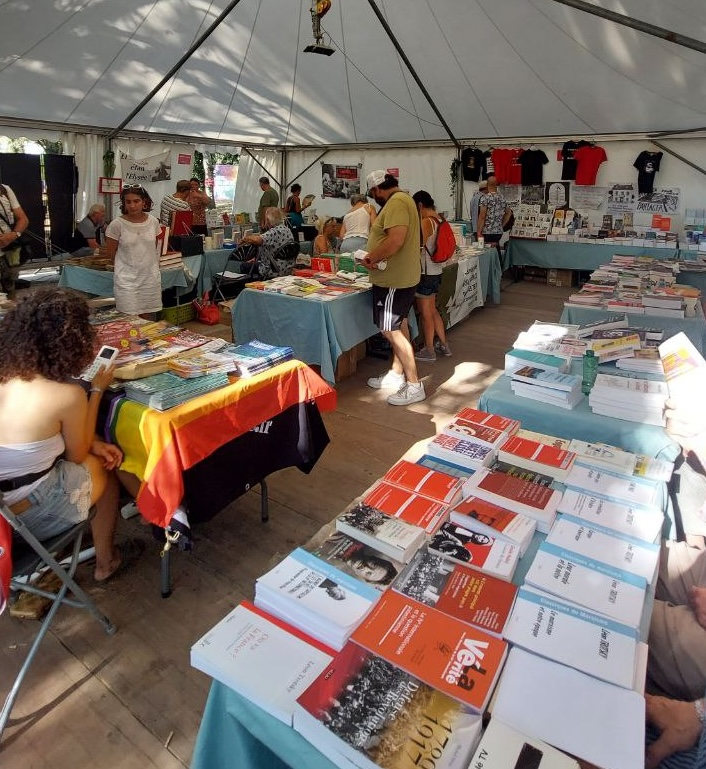
Espai de llibres (2023)